# Chirita mollissima
Chirita mollissima är en tvåhjärtbladig växtart som beskrevs av Ridley. Chirita mollissima ingår i släktet Chirita och familjen Gesneriaceae. Inga underarter finns listade i Catalogue of Life.